# Narcosis (groupe)
Pour les articles homonymes, voir Narcosis.
Narcosis est un groupe de punk rock péruvien, originaire de Lima.  Bien qu'actif pendant à peine un an, Narcosis est considéré comme l'un des groupes les plus importants du rock péruvien,. Leur premier album, Primera Dosis, est autoproduit, sorti sous format cassette audio, et est considéré comme une « exception [musicale] » et un « point de repère » pour les rockeurs péruviens, et le « plus copié, recopié, piraté de l'histoire du rock péruvien. »

## Biographie

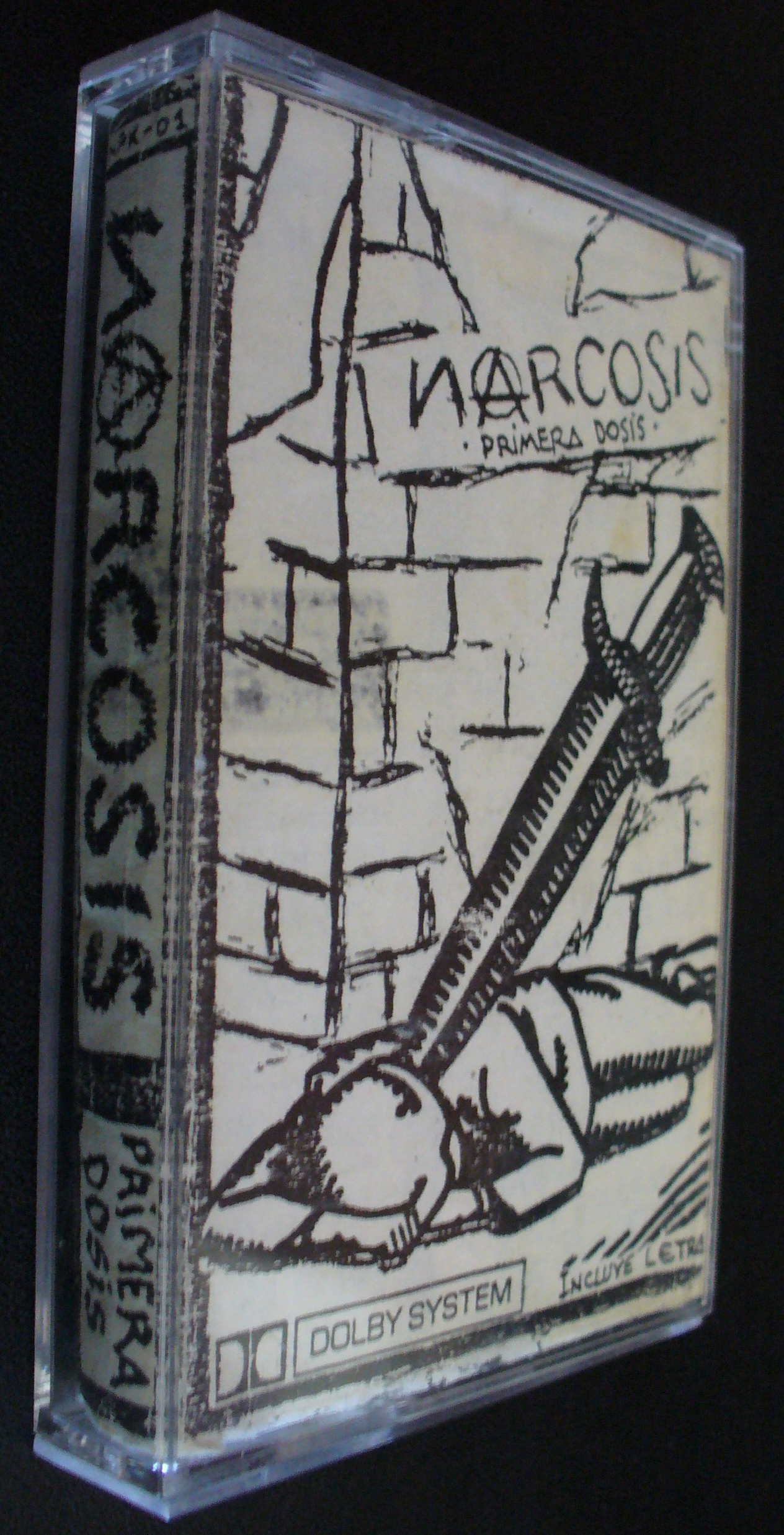
Primera Dosis de Narcosis - 1985.

L'histoire du groupe se retrace dans la rencontre entre Fernando Vial, Jorge Madueño et Alvaro Carrillo, lorsque ce dernier a répondu à deux annonces publiées au magazine Segunda Mano par Vial à la fin 1983. Carrillo présente ensuite un ami à lui, Luis Piccini, qui avait une batterie. Ils se baptisent à l'origine Los Descartables, et plus tard Los Descartados. Madueño prend le rôle de batteur, du fait que Piccini était souvent indisponible souhaitant passer du temps avec sa compagne. Le groupe se rebaptise Narcosis, Vial expliquant que le nom s'inspire de l'ouvrage Siddhartha de Hermann Hesse.
Le premier concert du groupe se déroule au bar Carnaby, où il joue avec d'autres poids lourds de la scène péruvienne comme LeuZemia et Masacre, le 6 octobre 1984. Peu après, le groupe est annoncé pour un autre concert, cette fois au Palizada, mais le groupe se retrouve dépourvu de Carrillo, qui quittera le groupe. Vial révèle que le départ de Carrillo était un « coup du destin », mais autrement, le public pense qu'il était parti du fait que lui et Vial ne s'entendaient plus. Il est remplacé par Luís « Wicho » García, ami de Vial, et ainsi la formation s'établit définitivement.
Narcosis commence à écrire et composer ses propres morceaux. En février 1985, ils enregistrent leur premier album, Primera dosis, dans la chambre de Madueñoà l'aide de l'enregistreur cassette quatre têtes de García. La première pression de Primera dosis se fait à 200 cassettes. L'album est un vrai succès, entièrement réalisé à la main ; Narcosis se verra offrir un contrat par un label indépendant de Lima. Le groupe, néanmoins, décide de continuer en indépendant.
Leur deuxième album, Acto de magia, est publié en septembre 1985. L'un des concerts les plus notoires de Narcosis prend place le 17 février 1985, au festival Rock en Rio Rímac de Lima. Ici, Narcosis joue devant 5 000 personnes, aux côtés de groupes émergents de la scène underground. Ils sont significativement entouré de policiers , alors qu'ils décident de jouer Sucio policía (sales flics), le festival est interrompu par les forces policières,.
En 1986, les membres se séparent, décidant de travailler sur leurs projets parallèles. Vial se joint à Autopsia, García au groupe de Miki González avant Mar de Copas, et Madueño se joint à Eructo Maldonado,.
Narcosis se réunit en 2001 pour deux apparitions spéciales 15 ans et a, depuis, occasionnellement joué avec divers amis musiciens ajoutés à la formation. Par exemple, ils jouent ensemble en 2007 lors d'un concert à Medellín, en Colombie et club Onuba de Lima's pour des concerts spécial 25 ans en 2011, en parallèle à la sortie vinyle de Primera Dosis, et d'un single à la mi-2013.

## Membres

### Derniers membres
- Luis « Wicho » García - chant, production
- Jorge « Pelo parao » Madueño - batterie
- Fernando « Cachorro » Vial - guitare

### Anciens membres
- Luis Piccini - batterie (1984)
- Alvaro Carrillo (Gallitoà) - chant (1984)

## Discographie
- 1985 : Primera Dosis (album studio)
- 1986 : Acto de Magia (album live)
- 2003 : Narcosis (compilation)
- 2011 : Primera Dosis (réédition)